# Dovha Prîstan, Pervomaisk
Dovha Prîstan (în ucraineană Довга Пристань) este localitatea de reședință a comunei Dovha Prîstan din raionul Pervomaisk, regiunea Mîkolaiiv, Ucraina.

## Demografie
Componența lingvistică a localității Dovha Prîstan
     Ucraineană (94,11%)
     Rusă (3,68%)
     Română (1,68%)
Conform recensământului din 2001, majoritatea populației localității Dovha Prîstan era vorbitoare de ucraineană (94,11%), existând în minoritate și vorbitori de rusă (3,68%) și română (1,68%).